# Кавела Беј (Хаваји)
Кавела Беј (енгл. Kawela Bay) насељено је место за статистичке потребе у америчкој савезној држави Хаваји. По попису становништва из 2010. у њему је живело 330 становника.

## Демографија
Према попису становништва из 2010. у граду је живело 330 становника, што је -80 (-19.5%) становника више него 2000. године.
| Група             | 2000.       | 2010.       |
| Белци             | 294 (71,7%) | 241 (73,0%) |
| Афроамериканци    | 4 (1,0%)    | 2 (0,6%)    |
| Азијати           | 36 (8,8%)   | 13 (3,9%)   |
| Хиспаноамериканци | 19 (4,6%)   | 23 (7,0%)   |
| Укупно            | 410         | 330         |